# Michael Murphy (Politiker)

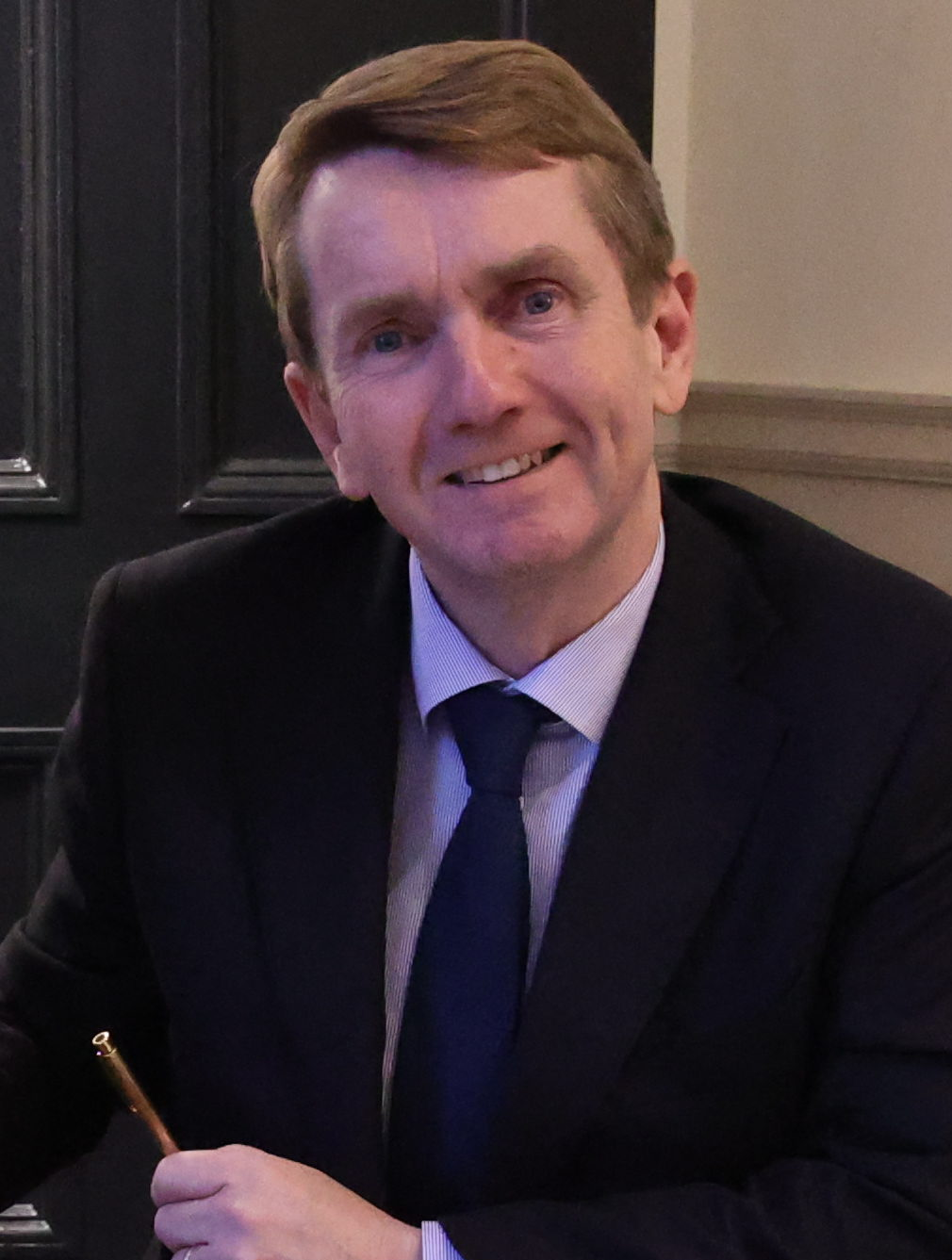
Michael Murphy, 2024

Michael Murphy ist ein irischer Politiker der Fine Gael.
Murphy arbeitete jahrelang als Manager bei der Enfer Technology Group. 2009 wurde er in den South Tipperary County Council gewählt. Bei der Zusammenlegung der Countys  in den Tipperary County Council wurde er 2014, 2019 und 2024 wieder gewählt. Seit 2015 war er Mitglied des (EU-)Ausschusses der Regionen. 2024 wurde er zum Bürgermeister von Clonmel gewählt. 
Bei den Wahlen zum Dáil Éireann 2011 trat er im Wahlkreis Tipperary South ohne Erfolg an. Bei den Wahlen 2024 war er dann erfolgreich und konnte genug Stimmen erzielen, um als Teachta Dála (Abgeordneter) in den Dáil Éireann einzuziehen.
Murphy ist verheiratet und hat mit seiner Ehefrau Jacinta ein Kind.